# كسجين
كسجين هي قرية في مقاطعة ميانة، إيران. عدد سكان هذه القرية هو 221 في سنة 2006.